# أشرف ثابت سعد الدين
أشرف ثابت سعد الدين السيد (15 مايو 1964 الإسكندرية -) هو عضو مجلس الشيوخ المصري الحالي. وكان وكيل الفئات بمجلس الشعب المصري في دورة 2012.

## المؤهلات العلمية
- 1989: بكالوريوس زراعة، قسم اقتصاد زراعي، كلية الزراعة (جامعة الإسكندرية)
- 1997: ليسانس حقوق، كلية الحقوق (جامعة الإسكندرية).

## العمل الدعوي
كان عضواً في مجلس الإدارة العام للدعوة السلفية بالإسكندرية. خطيب بمسجد نور الإسلام (باكوس) وخطيب وإمام بمسجد الغفران - (جليم) ومدرس بمعهد الفرقان لإعداد الدعاة بالإسكندرية.

## العمل السياسي
- كان عضواً في الهيئة العليا لحزب النور والأمين العام للجنة شؤون العضوية على مستوى الجمهورية بالحزب.
- عمل نائباً بمجلس الشعب المصري في دورة 2012 ووكيل الفئات.[2]
- رئيس لجنة تقصي الحقائق والتي وافق أعضاء مجلس الشعب الخميس 2 فبراير 2012 بالإجماع على أن تكون من أول مهامها تقصي حقائق أحداث بورسعيد.

## العمل العام
- نائب رئيس جمعية نور اليقين الخيرية.
- مدير حضانة نور الإسلام بباكوس لمدة 25 عام.
- أشرف على مساعدة فقراء ومساكين وأرامل وأيتام يزيد عددهم على ألف أسرة لمدة 25 عام.
- رئاسة لجنة فض المنازعات والخصومات.

## وصلات خارجية
- كلمة أشرف ثابت سعد الدين وكيل مجلس الشعب عن الفئات على يوتيوب- قناة صوت الشعب - 23 يناير 2012
- حزب النور يرشح أشرف ثابت وكيلاً لمجلس الشعب - موقع حزب النور الرسمي - الولوج 23 يناير 2012
- اشرف ثابت يطالب بمحاكمة الثوار عسكريا ويدعم المشير طنطاوي في أحداث العباسية على يوتيوب
- اشرف ثابت يوافق على مصالحة مع رموز الفساد في الحزب الوطني ونظام مبارك في قناة النهار مع خالد صلاح على يوتيوب